# Hochschule für Gesellschaftsgestaltung

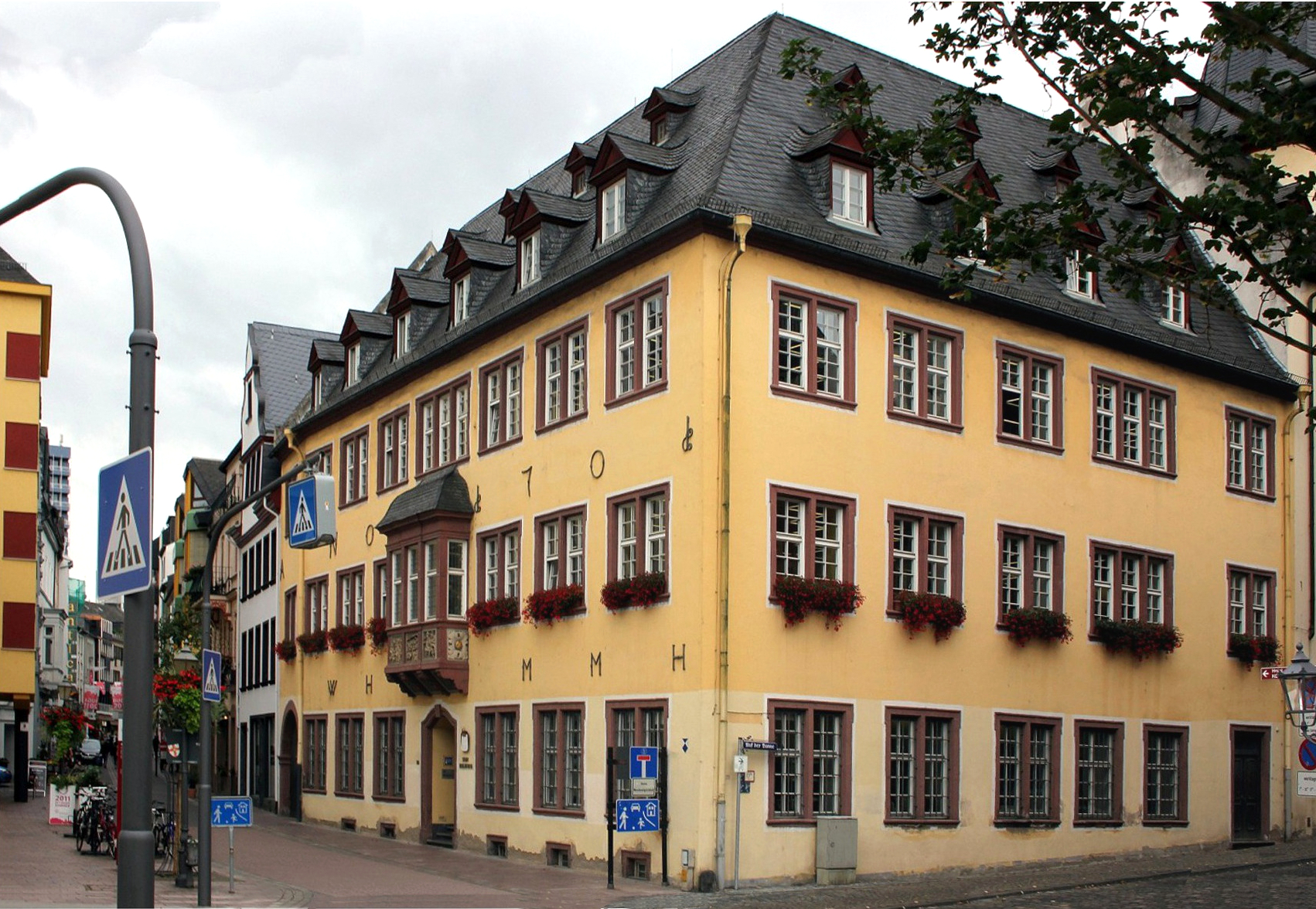
Seit Oktober 2021 dient das Dreikönigenhaus in der Altstadt von Koblenz als Campus der Hochschule

Die Hochschule für Gesellschaftsgestaltung (ehemals Cusanus Hochschule für Gesellschaftsgestaltung) ist eine staatlich anerkannte „Hochschule eigener Art“ in freier Trägerschaft in Koblenz. Ihr Leitbild beinhaltet „Gestaltungsorientierung, Persönlichkeitsbildung, Transdisziplinarität und Partizipation“. Die Hochschule wurde im Februar 2014 von einer Gruppe von Akademikern, Studierenden und Bürgern gemeinsam als unselbständige gemeinnützige Stiftung mit einer gemeinnützigen GmbH als treuhänderischem Träger gegründet. Zu den Gründungsstiftern gehört als Institution auch die Kueser Akademie für Europäische Geistesgeschichte.

## Geschichte
Die Idee für die Hochschule entstand unter anderem in der Kueser Akademie für Europäische Geistesgeschichte – einem Netzwerk von rund 120 nationalen und internationalen Wissenschaftlern aus Philosophie, Ökonomie, Naturwissenschaften, Ingenieurwissenschaften und Geschichte. Am 12. Februar 2014 stifteten über zwanzig Personen aus Wissenschaft, Politik und Gesellschaft gemeinsam mit der Kueser Akademie die Cusanus Hochschule als Hochschule in Gründung. Bereits im Januar 2014, vor der Akkreditierung durch den Wissenschaftsrat, erprobte die Kueser Akademie Zertifikate auf Master-Niveau. Inhalte und Erfahrungen gingen in die Startstudiengänge auf der Master-Ebene ein.
Im Oktober 2014 zog die Hochschule in das historische Rathaus von Bernkastel. Im Dezember 2014 wurden die vier Startstudiengänge erfolgreich akkreditiert. Dabei wurde die hohe gesellschaftliche Relevanz der Studiengänge von Seiten der Akkreditierungsagentur ausdrücklich gewürdigt. Im Mai 2015 wurde vom zuständigen Ministerium die Betriebserlaubnis erteilt. Daraufhin gründete sich die Hochschule unter dem Namen Cusanus Hochschule Ende Mai 2015.
In einem Streit um die inhaltliche Schwerpunktsetzung, den Kanon der Lehre und die Integration aller in die Hochschule verließen fast alle Lehrenden des Philosophischen Seminars die Hochschule.
Im Zuge einer Neuausrichtung als Hochschule für Gesellschaftsgestaltung im Jahr 2020 hat die Hochschule daraufhin ihr Studienangebot überarbeitet. Dabei wurden Elemente der bisherigen Studiengänge der Ökonomie und Philosophie beibehalten und neue Curricula geschaffen. Die Vision aller neuen Studiengänge ist nach Angaben der Hochschule eine lebensdienliche Wirtschaft und Gesellschaft, in der Menschen die sozialen, ökonomischen und ökologischen Krisen der Gegenwart aktiv überwinden können. Die Hochschule möchte vor diesem Hintergrund das Wissen, Können und die persönliche Stärke vermitteln, den Wandel verantwortungsvoll und nachhaltig zu gestalten. Damit versteht sie sich als Pionierin einer neuen akademischen Orientierung, die sinnhafte Alternativen zu Resignation und Radikalisierung bieten möchte und Menschen befähigt, Probleme friedlich und zugleich tiefgreifend zu lösen.
Mit der inhaltlichen Neuausrichtung der Hochschule hat das Ministerium für Wissenschaft, Weiterbildung und Kultur des Landes Rheinland-Pfalz am 8. April 2020 mitgeteilt, dass die staatliche Anerkennung der Hochschule bis Ende 2024 verlängert wird. Zugleich wurde der erweiterte Name „Cusanus Hochschule für Gesellschaftsgestaltung“ vom Ministerium bestätigt.
Zum 1. Oktober 2021 verlegte die Cusanus Hochschule für Gesellschaftsgestaltung ihren Sitz von Bernkastel-Kues nach Koblenz und nahm dort im Dreikönigenhaus ihren Lehr- und Verwaltungsbetrieb auf. Der dort entstehende „TransformationsCampus“ ist durch offene, multifunktionale Orte geprägt, die einen intensiven Austausch zwischen Lehrenden und Lernenden sowie studentisches Forschen in optimaler Weise ermöglichen.
Präsidentin der Hochschule ist seit dem 1. Oktober 2021 Silja Graupe, Professorin für Ökonomie und Philosophie sowie Mitgründerin der Hochschule.
Mit einer weiteren Umbenennung zur Hochschule für Gesellschaftsgestaltung im April 2023 legt die Hochschule ihre namentliche Verbindung zu Nikolaus von Kues endgültig ab. Den Bereich des Hochschulwesens, welcher als Transfer bzw. Third Mission bezeichnet wird, verankert die Hochschule als gesellschaftlichen Gestaltungsanspruch im neuen Namen.

## Studium
Die Hochschule bietet derzeit drei Studiengänge an:
1. Ökonomie – Nachhaltigkeit – Transformation (Bachelor of Arts): Der Bachelorstudiengang fokussiert die Auseinandersetzung mit zentralen Krisen der Zeit und den Ansätzen einer sozial-ökologischen Transformation.[16] Er soll dazu befähigen, wissenschaftsbasiert und ethisch reflektiert Verantwortung zu übernehmen. Durch Praxisorientierung und philosophische Fundierung soll eine interdisziplinäre theoretische Grundlage vermittelt werden.[17]
2. Ökonomie – Nachhaltigkeit – Gesellschaftsgestaltung (Master of Arts): Der konsekutive Studiengang umfasst einen tiefen Einstieg in die Wirtschaftswissenschaften, in ihre Geschichte, in die philosophische Reflexion über sie und in ihre Kritik, um den Herausforderungen der Gegenwart zu begegnen.[18] Lehre und Lernen sind transdisziplinär ausgerichtet. Zudem baut der Studiengang auf interdisziplinäres Fundament auf, das die plurale Ökonomie, weitere Sozialwissenschaften sowie die Philosophie verbindet.[19]
3. Ökonomie – Verantwortung – Institutionsgestaltung (Master of Arts): Der konsekutive Studiengang soll zu einem lebensdienlichen Wirtschaften mit Gemeinsinn befähigen. Die Studierenden lösen gemeinsam mit Praktikern reale Probleme wertorientierten Wirtschaftens. So soll ein neues ökonomisches Denken, das sich unmittelbar in der Praxis bewähren kann, erprobt werden.[20] Im Fokus steht ein interdisziplinäres Verständnis der heutigen Menschheitsprobleme und das Aufzeigen von Wegen, wie sich die Ökonomisierung von Gesellschaft und Natur überwinden lässt. Mit diesem Masterstudiengang soll eine Verbindung von Studium, Engagement und Verantwortungsübernahme zu einem sinnvollen Ganzen ermöglicht werden.[21]

Die Studia humanitatis sind ein fächerübergreifendes Studienangebot, das als Kernstück aller Studiengänge dem universellen Bildungsverständnis der Hochschule Rechnung tragen und die Persönlichkeitsbildung der Studierenden befördern soll.
Die Lehrveranstaltungen finden fast ausschließlich in Blockseminaren statt, so dass auch nicht dauerhaft vor Ort wohnhafte Studierende die Möglichkeit eines Studiums erhalten. Fast alle Lehrveranstaltungen werden in Gruppen von maximal 25 Studierenden in seminaristischer Form unterrichtet.

## Finanzierung und Organisation
Die Hochschule für Gesellschaftsgestaltung sowie ihre Trägergesellschaft, die Cusanus Treuhand gGmbH, sind gemeinnützig. Die Hochschule finanziert sich ausschließlich über Studienbeiträge (400 € pro Monat, Stand Februar 2023), Stiftungen und Schenkungen. Die Hochschule für Gesellschaftsgestaltung legt Wert darauf, dass ihre Mitglieder tatsächlich frei zur Gestaltung der inneren Prozesse von Lehre, Forschung und Verwaltung sind. Sie ist deswegen als gemeinnützige Treuhandstiftung organisiert, die von einer gGmbH getragen wird. Diese Gesellschaft dient ausschließlich dem Hochschulleben. Ohne eigene Ziele zu verfolgen, verwaltet sie als echte Treuhänderin die Hochschule im eigenen Namen, aber nicht im eigenen Interesse. Ihre Gesellschafter akzeptieren, dass sie alle Rechte der Hochschule lediglich zu „treuen Händen“ bekommen haben, also unter der Bedingung, von diesen Rechten nicht zu eigenem Vorteil Gebrauch zu machen. Auf diese Weise soll sich die Hochschule für Gesellschaftsgestaltung „selbst gehören.“

## Studierendengemeinschaft
Die Studierenden der Hochschule für Gesellschaftsgestaltung und der Kueser Akademie für Europäische Geistesgeschichte haben sich zur Studierendengemeinschaft für Gesellschaftsgestaltung e. V. zusammengeschlossen. Die Mitglieder dieses gemeinnützigen Vereins verstehen sich als „Pioniere einer Hochschulinitiative“ und organisieren eine Vielzahl eigener Aktivitäten im Rahmen etwa von Bildungsveranstaltung und dem studentischen Wohnen. Insgesamt spielte und spielt die Studierendengemeinschaft bei Gründung, Finanzierung und Organisation des Lehrbetriebes eine tragende Rolle.

## Bekannte Hochschulangehörige und Ehemalige
- Silja Graupe (* 1975), Ökonomin
- Silke Helfrich (1967–2021), Autorin, Herausgeberin, Forscherin und Aktivistin zu Gemeingütern und Commons
- Lars Hochmann (* 1987), Wirtschaftswissenschaftler und Professor für Transformation und Unternehmung
- Dirk Löhr (* 1964), Wirtschaftswissenschaftler
- Reinhard Loske (* 1959), Volkswirt, Politikwissenschaftler und Politiker
- Walter Ötsch (* 1950), österreichischer Ökonom und Kulturwissenschaftler
- Stephan Panther (* 1961), Wirtschaftswissenschaftler
- Martyna Linartas, Politikwissenschaftlerin und Publizistin[28]
- Oliver Schlaudt (* 1978), Philosoph
- Harald Spehl (* 1940), Volkswirtschaftler und emeritierter Professor
- Holger Zaborowski (* 1974), Philosoph
- Kirstin Zeyer (* 1967), Philosophin und Hochschullehrerin

## Schriften
Mitglieder der Hochschule für Gesellschaftsgestaltung sind an der Herausgabe folgender Reihen und Zeitschriften beteiligt:
- Kritische Studien zu Markt und Gesellschaft (Hrsg. v. Silja Graupe, Jakob Kapeller und Walter Ötsch, Metropolis, Marburg), ISSN 1869-9782.
- International Journal of Pluralism and Economics Education (IJPEE), Inderscience, Genf. Mitglied des Editorial Boards (Silja Graupe)[29]
- Jahrbuch Ökologie, S. Hirzel-Verlag, Mitherausgeber (Reinhard Loske)[30]